# Суть времени
Суть вре́мени — российское общественное движение, позиционирующее себя как лево-патриотическое. Основателем и лидером движения является политолог, театральный режиссёр и общественный деятель Сергей Кургинян.

## История

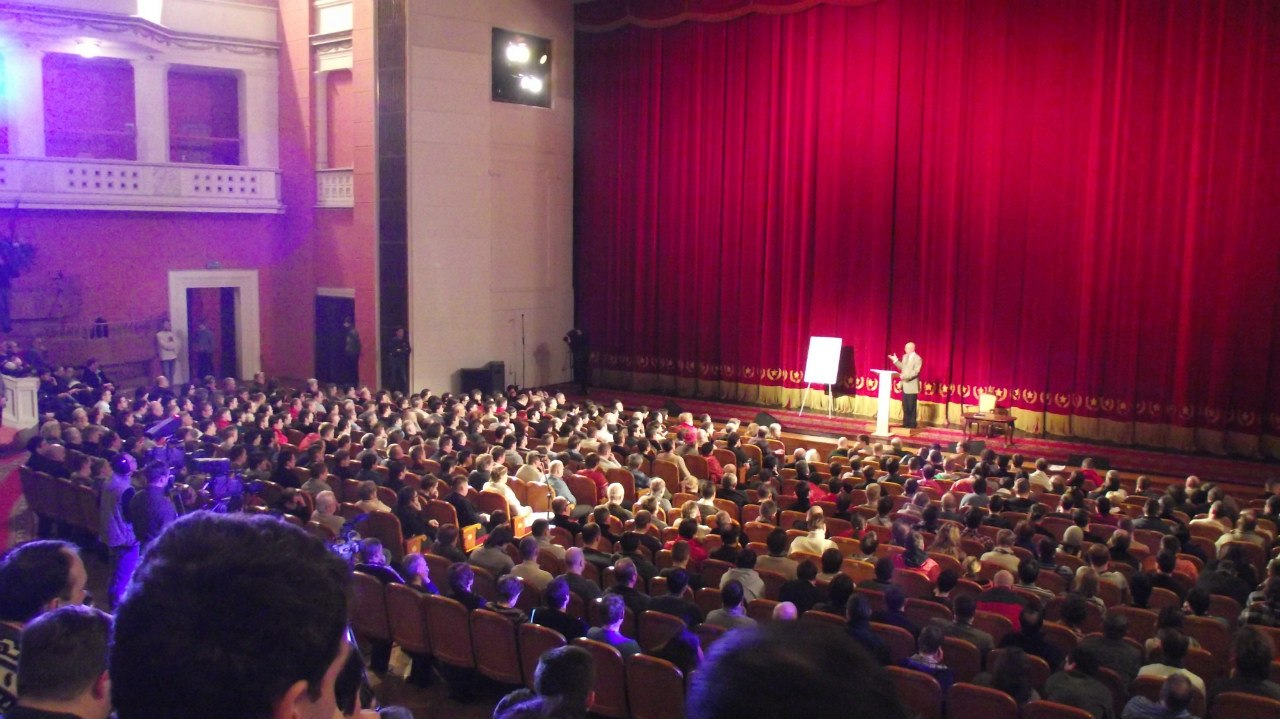
Съезд движения «Суть времени» в театре Красной Армии

С 19 июля 2010 года на Пятом телеканале стала выходить телепередача «Суд времени», на которой происходили обсуждения исторических событий и персоналий в форме судебного заседания. В качестве основных оппонентов выступали Леонид Млечин и Сергей Кургинян. Судьёй на передаче был Николай Сванидзе, впоследствии сам ставший постоянным оппонентом Кургиняна в передаче «Исторический процесс». Передача «Суд времени» вызвала определённый общественный резонанс — в том числе и тем, что если при голосовании в студии нередко победу одерживала точка зрения Млечина, придерживающегося либерально-демократических ценностей, то при голосовании как в Интернете, так и по телефону, всегда бесспорное преимущество (от 72 % до 97 %) отдавалось точке зрения Кургиняна, последовательно отстаивавшего просоветскую позицию. Последний выпуск передачи вышел на экраны 30 декабря 2010 года.
После окончания передачи Сергей Кургинян начал цикл авторских интернет-передач «Суть времени» в формате лекции, где изложил свои взгляды на причины «развала» СССР, перспективы развития современной России, а также политическую ситуацию в мире и её связь с предыдущими двумя вопросами. По словам автора, передача была задумана как возможность продолжить в кругу единомышленников обсуждение, начатое в передаче «Суд времени». На базе передачи был создан виртуальный клуб «Суть времени», призывы к вступлению в который были опубликованы в последующих передачах. Далее были озвучены 12 направлений[каких?] деятельности клуба.

## Деятельность

#### АКСИО-1
С 6 по 22 апреля 2011 года, вскоре после создания движения, Агентством по культурно-социальным исследованиям общества (АКСИО) при поддержке общественного движения «Суть времени» был проведён социологический опрос. Опрос касался отношения граждан России к десталинизации и десоветизации, предложенной Советом при Президенте РФ по развитию гражданского общества и правам человека и инициированной Карагановым и Федотовым под названием «Об увековечении памяти жертв тоталитарного режима и о национальном примирении». 1500 активистов движения опросили 36 014 граждан в 1732 городах 77 субъектов РФ, результаты опроса опубликованы на сайте движения.

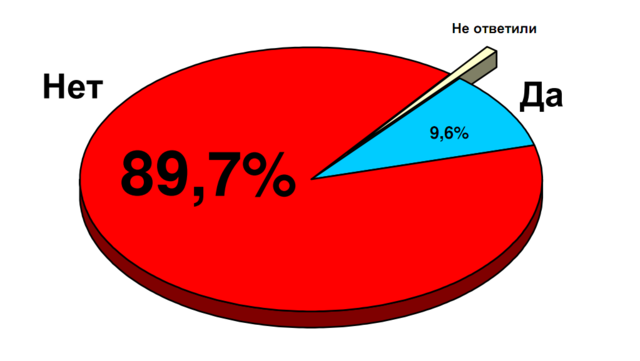
АКСИО-1 «Нужно ли проводить десоветизацию?»

По итогам опроса была получена цифра в 89,7 % опрошенных, которые высказались против осуществления предлагаемой Советом при Президенте РФ по развитию гражданского общества и правам человека программы. При этом 69 % опрошенных дали программе «десталинизации» отрицательную оценку, нейтрально оценили 21,1 % и менее 10 % оценили программу положительно. Однако из тех, кто положительно оценил саму программу, 40 % не считают необходимым проводить её на практике. Различия мнений по программе в социально-демографических группах были едва заметны.

#### АКСИО-2
С 7 по 27 июля 2011 года был проведён второй социологический опрос, содержавший 29 пунктов в анкете для респондентов. Активистам было запрещено опрашивать друзей, родственников и знакомых. В итоге было опрошено 24 526 человек в 1357 населённых пунктах 79 субъектов РФ. Результаты исследования были опубликованы на сайте движения. Так, 86 % опрошенных заявили о том, что необходимо признать величие СССР, 7 % о том, что необходимо признать преступность советского государства и столько же процентов не ответили на вопрос. Опрос проводился в основном для внутренних целей организации, поэтому цель его широкого распространения не преследовалась, в отличие от данных первого социологического опроса.

### Фотовыставка «20 лет без СССР»
Этот фото-проект, суть которого в том, чтобы большое количество людей в один и тот же день сделали фотографии на заданную тему («20 лет без СССР»). 27 августа 2011 года спустя 20 лет после исчезновения Советского Союза около 3000 человек из России и других стран бывшего СССР сделали как бы единый моментальный снимок, сфотографировав изменения за прошедшие годы. Снимки делались с целью отразить регресс, который, по мнению участников движения, сопровождает страны бывшего СССР с 1991 года. В результате на сайт проекта было загружено более 40 000 фотографий, из которых затем были отобраны работы для выставки..
К 20-летию подписания Беловежских соглашений выставка была открыта 13 декабря в Фотоцентре на Гоголевском бульваре. На выставке были представлены около 350 снимков — видение бывших граждан СССР на страну, которая была единой 20 лет назад. Выставку открывали директор Фотоцентра и лидер движения Сергей Кургинян.
После окончания выставки в Москве экспозиция размещалась во многих городах бывшего СССР, за год она объехала более 30 городов по всей России, включая Новосибирск, Санкт-Петербург, Рязань и Архангельск, а также несколько городов Украины, включая Киев и Чернигов.

### АКСИО-4
С 5 февраля 2014 года началось проведение опроса АКСИО-4. Указываемая в опросных листах цель — «изучение мнения жителей России о возможных будущих изменениях законодательства нашей страны». Опрос посвящён отношению граждан страны к сексуальным меньшинствам, однополым бракам, семейным отношениям, воспитанию детей, возможности изымать детей из семьи, отношению к вредным привычкам и сексуальным извращениям.

### Программная конференция
5—7 января 2012 года в г. Орёл состоялась первая программная конференция движения «Суть времени», посвящённая обсуждению и выработке основных положений будущей политической платформы движения. В конференции приняли участие более 100 делегатов от 32 региональных отделений, представлявших 18 регионов России и Украины. В рамках конференции параллельно работало четыре секции: «Государственное управление», «Экономика», «Наука, образование, культура, социальная политика» и «Обновлённый Союз». Итоги обсуждения участники каждой секции сформулировали в виде тезисов, тезисные доклады от каждой секции были зачитаны на закрытии конференции.

### Контроль выборов
В декабре 2011 года на сайте движения появился 5-й выпуск передачи «Смысл игры», где было объявлено о создании «Комитета по альтернативному расследованию и контролю» (КАРИК), который будет заниматься контролем результатов как думских, так и президентских выборов 2011—2012 гг. Также было сказано о том, что протоколы будут подвергаться проверке на предмет сфальсифицированности и также будут выявлены несоответствия загруженных данных с данными, полученными из ЦИК, с целью выявления конкретных лиц, совершавших подлоги, и привлечения их к ответственности. В феврале 2011 года вышло видеообращение лидера движения Сергея Кургиняна, где он предложил Лиге Избирателей, А. Навальному и кандидатам в президенты создать «общественный избирком» и произвести альтернативный подсчёт голосов.
Параллельно с этим участниками движения были созданы сайты kapuk.info с информацией о проекте и контроль-выборов.рф для непосредственной работы с протоколами.
4 марта 2012 года в 15:00 по московскому времени начал работу Информационный Центр КАРИК, из которого велась прямая онлайн-трансляция на сайте altercount.ru. Специалисты центра производили мониторинг нарушений по сведениям из официальных источников, с сайтов СМИ и социальных сетей. Работа по сбору информации велась до 22:00 мск — времени закрытия избирательных участков на территории Калининградской области. Участниками проекта были зафиксированы три наиболее распространённых «нарушения»: странные автобусы, которые привозят на участки группы рабочих; вброс одним избирателем явно большего количества бюллетеней, чем ему было выдано; появление «подложных наблюдателей». Также в городе Видное был обнаружен «участок-призрак», которого в реальности не существует, но где, как оказалось, проголосовали все приписанные к нему избиратели. Во время трансляции в обсуждении выборного процесса участвовали Михаил Леонтьев, сопредседатель движения «Народный Собор» Владимир Хомяков, президент Центра социальных и политический исследований Георгий Фёдоров, руководитель исследовательских программ Фонда «Историческая память» Владимир Симиндей, писательница, публицист и драматург Ирина Медведева.

### Газета
С октября 2012 года печатается еженедельная газета «Суть времени». Первый выпуск выходит 24 октября 2012 года, в его редакционной статье говорится о 10 отличиях от самой идеологически близкой газеты — «Завтра»
27 октября 2012 года в театре «На досках» проходит презентация первого выпуска газеты.
Газета «Суть времени» имеет свой сайт, в соответствии с редакционной политикой статьи газеты становятся доступны в электронном виде через 8 недель после выхода их бумажных версий.

### Митинги

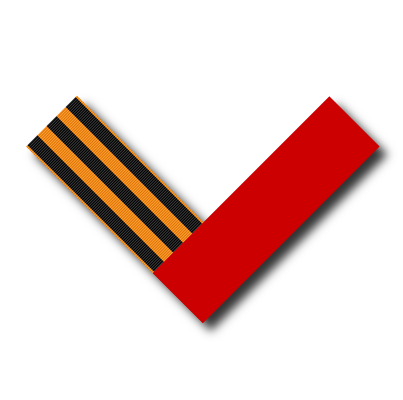
Красная и георгиевская ленты. Символ митинга на Воробьёвых горах

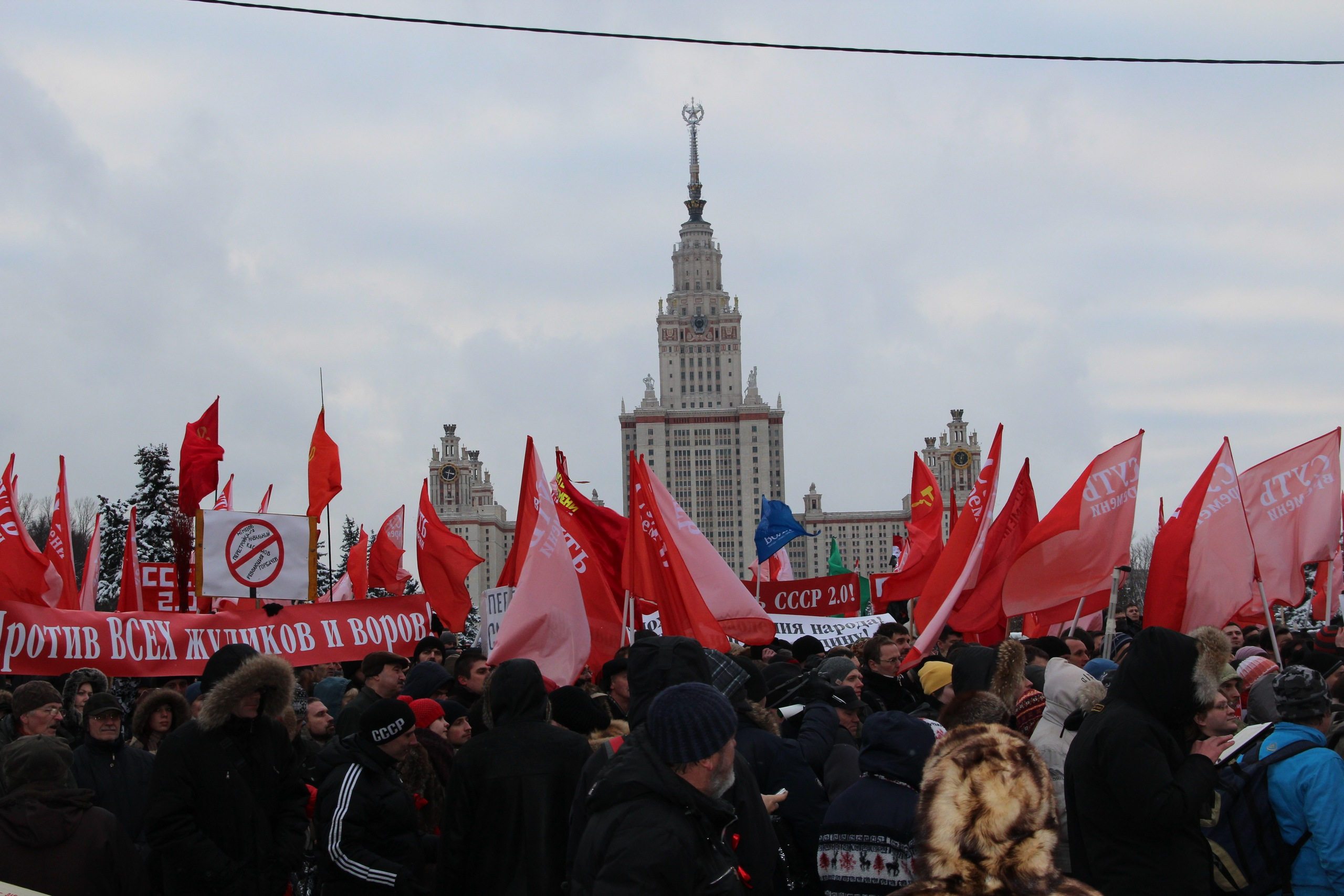
Альтермитинг на Воробьёвых горах

7 ноября 2011 в 19:00 на площади Краснопресненской заставы у памятника «Героям революции 1905—1907 гг.» состоялся первый митинг движения, посвящённый 94-й годовщине Великой Октябрьской социалистической революции. Мероприятие прошло под советскими знамёнами и флагами движения, сопровождалось лозунгами, стихами, песнями и собрало около 300 участников.
7 ноября 2012 в 19:00 на том же месте движение «Суть времени» вновь проводит митинг, посвящённый 95-летнему юбилею Великого Октября.
24 декабря в 14:00 на смотровой площадке Воробьёвых гор одновременно с митингом на проспекте Академика Сахарова прошёл митинг движения «Суть времени» и примкнувших к нему организаций.
По утверждению организаторов, данный митинг — это альтернатива митингу либеральной оппозиции, которая на волне народного возмущения фальсификацией результатов выборов в Государственную Думу хотят устроить в стране «оранжевый» переворот. Организаторы митинга поставили перед собой цель помешать осуществлению в России перестройки-2.
Митинг открыл лидер движения Сергей Кургинян, который затем сжёг белую ленту. Среди выступавших также были военный и общественный деятель Леонид Ивашов, журналист и политический консультант Анатолий Вассерман, бывший депутат ГД РФ и капитан первого ранга в отставке Виктор Черепков и ещё более 15 блогеров и политиков. Основными лозунгами были: «Нет — перестройке-2!», «Даёшь СССР 2.0!», «Против ВСЕХ жуликов и воров!». По различным данным, митинг собрал от 1,5 до 5 тысяч человек.

#### Участие в «Антиоранжевом» митинге на Поклонной горе
4 февраля 2012 года движение совместно со сторонниками действующей власти стало организатором «Антиоранжевого митинга» на Поклонной горе. Накануне митинга активисты с символикой движения «Суть времени» стояли в пикетах возле станций московского метрополитена, раздавали информационные листовки, рассказывали о деятельности движения и призывали принять участие в митинге. В митинге, по разным оценкам, приняли участие от 50 до 138 (по версии столичного ГУ МВД) тысяч человек. В СМИ митинг освещался, как митинг в поддержку Путина и действующей власти. Штраф за превышение числа участников митинга выплатил Владимир Путин.
Тем не менее, ряд СМИ сообщали о том, что людей, главным образом сотрудников государственных предприятий, принуждали к участию в мероприятии при помощи административного давления, а также оплачивали участие в нём.

#### Альтермитинг «Третья сила» на ВДНХ
23 февраля 2012 года на ВДНХ прошёл митинг под названием «Третья сила». По заявлению организаторов, официальная цель митинга:

Выражение гражданской позиции по отношению к «оранжевой угрозе» и «антиправительственным митингам» 10, 24 декабря 2011 года и 4 февраля 2012 года, а также лицам, стоящим за этими митингами.

Основными лозунгами на митинге были: «Против „оранжевых“!», «Против курса Кремля!», «За Красный проект!», «За великую Россию и СССР 2.0!».

Альтермитинг на ВДНХ 23.02.2012

Вёл митинг лидер движения Сергей Кургинян. В числе выступающих были: лидер Прогрессивной социалистической партии Украины Н. М. Витренко, писатель и политический деятель Максим Калашников, председатель «Народного собора Украины» Игорь Михайлович Друзь, специальный корреспондент журнала «Международная жизнь» в Ливии Н. А. Сологубовский, Член церковного совета Рогожской старообрядческой общины, капитан I ранга Алексей Рябцев, руководитель ярославского отделения организации «Собор русского народа» П. М. Бородин, блогер Роман Носиков, а также представители ячеек движения из регионов России и стран ближнего зарубежья: Белоруссии, Украины, Казахстана.
В дальнейшем Сергей Кургинян оценил численность посетивших мероприятие в 4000 человек и заявил, что ГУ МВД умышленно занизило число собравшихся до 1000 человек. При этом информационные издания давали сильно различающиеся данные о численности посетивших митинг: от нескольких сотен до 5000 человек.

#### Митинг на Суворовской площади
Митинг позиционировался организаторами как «мобилизационный» и не имел широкого освещения в СМИ. Состоял из двух частей. Первая проходила на Суворовской площади, вторая — в помещении Театра Советской Армии. В мероприятии приняли участие около 1000 человек, вход осуществлялся по спискам участников движения. Особенностью митинга было наличие наблюдателей, следивших за другими митингами 5 марта и регулярно делавших доклады об обстановке. Параллельно велась онлайн-трансляция в сети Интернет.

#### Собрание против ювенальной юстиции на Пушкинской площади
15 мая 2012 года 600 человек на Пушкинской площади в Москве протестовали против планов введения норм ювенальной юстиции. Это были участники движения «Суть времени» во главе со своим лидером политологом Сергеем Кургиняном и православная общественность, представленная на сцене протоиереем Всеволодом Чаплиным, детским психологом Ириной Медведевой, главой Союза православных граждан Валентином Лебедевым, протоиереем Александром Ильяшенко, председателем ассоциации православных экспертов Кириллом Фроловым и другими православными активистами.
Собравшиеся протестовали против того, что:
- Права ребёнка ставятся выше прав родителей
- Чиновник имеет право указывать семье методы воспитания
- Чиновник имеет право отправить ребёнка в детский дом
- Провозглашается извращённая этика семейной жизни

#### Митинг на площади Революции
17 июня 2012 года «Суть времени» совместно с союзниками (Профсоюз граждан России, Партия дела, Союз православных граждан и другие) провели митинг на площади Революции Москвы. На митинге, собравшем не менее 2000 человек, основными лозунгами являлись: требования отказа от мер ювенальной юстиции, отказ от вступления России в ВТО, а также активно критиковались сторонники «белоленточных» протестов. Среди выступающих были Анатолий Вассерман, Максим Калашников, Виктор Анпилов, Михаил Леонтьев. Кульминацией митинга стал вынос папок с собранными за 14 дней 85 тысячами подписей протеста граждан против ювенальной юстиции. По итогам митинга, 21 июня 2012 года, была проведена пресс-конференция в пресс-центре информационного агентства «Росбалт».

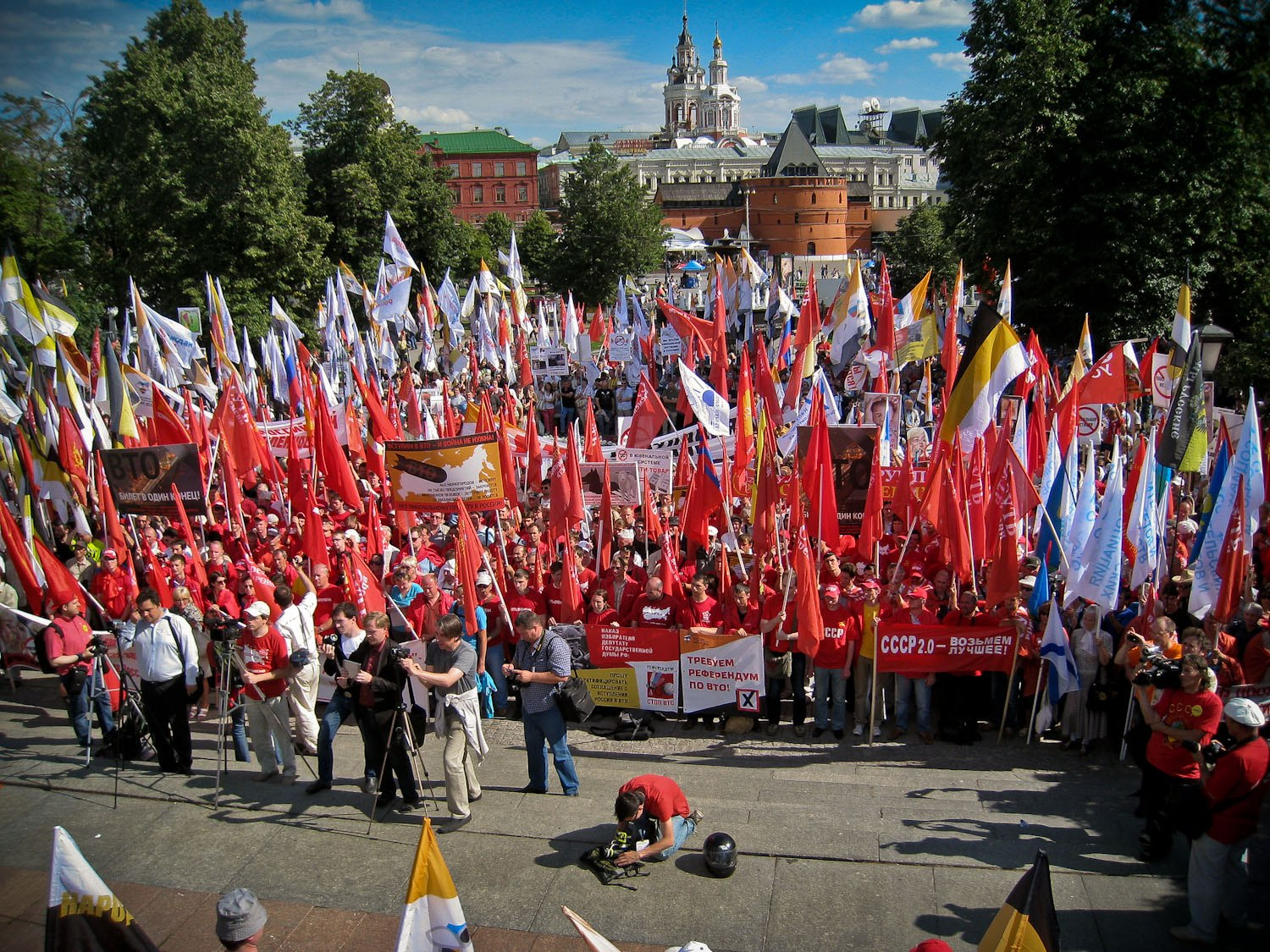
Коалиционный митинг широкой патриотической оппозиции 1 июля 2012

1 июля на Площади Революции в Москве прошёл объединённый митинг против присоединения к ВТО и новой волны «либеральных реформ». В это же время аналогичный митинг проходил в Нижнем Новгороде на площади Ленина.
Организаторами московского митинга выступили движение «Суть времени», «Профсоюз граждан России» — партия «Новая Великая Россия», Союз православных граждан, Союз предпринимателей и арендаторов России, Ассоциация родительских комитетов и сообществ России (АРКС), движение «Народный Собор» и другие. Основной целью митинга организаторы назвали противодействие либеральному курсу правительства. Речь идёт о разнонаправленных, но одинаково разрушительных реформах.
В частности, участники митинга выступили против вступления России в ВТО, принятия норм ювенальной юстиции, новой волны приватизации, повышения тарифов ЖКХ. На митинге было заявлено о необходимости общественного давления на депутатов путём отправки в Госдуму десятков тысяч телеграмм против вступления в ВТО, составления чёрных списков депутатов, которые проголосуют за вступление в ВТО, и донесения имён этих людей до общества. По имеющейся у организаторов информации, уже три фракции в Госдуме заявили, что будут голосовать против вступления России в ВТО.
В заключение митинга Сергей Кургинян зачитал обращение «Сути времени» с требованием полного отказа от неолиберальных реформ. В нём он заявил о необходимости отказаться от губительного вступления России в ВТО, которое полностью закрывает возможность модернизации и индустриализации, закрепляя и усиливая сырьевую модель экономики; от принятия закона о ювенальной юстиции, приводящей к разрушению семьи и школы. В митинге приняло участие более 4000 человек

#### Шествие и митинг против принятия ювенальных законов
22 сентября 2012 года движение «Суть времени» и Ассоциация родительских комитетов и сообществ России (АРКС) организовали и провели шествие и митинг против ювенальной юстиции. Шествие порядка 3000 человек, скандируя, прошло стройными колоннами от метро Полянка по крымской набережной до входа в Дом Художника, где и состоялся митинг. Впереди колонн организаторы катили детские коляски, нагруженные папками с более чем 134 000 подписями граждан России президенту В. В. Путину и председателю Государственной думы С. Е. Нарышкину. Среди выступавших на митинге были: Ольга Леткова (АРКС), Всеволод Чаплин (РПЦ), Юрий Бялый (ЭТЦ), Ирина Бергсет (Русские матери), Надежда Храмова (СВ), Александр Куринов (ПГР), Арсен Айдубенков (СВ), Сергей Дондо (Коммунисты России), Ольга Кислякова (СВ), Дмитрий Еньнков (ПГР), Татьяна Малышева (СВ), Андрей Берсенев (СВ). В начале митинга С. Е. Кургиняном были зачитаны два письма Е. Б. Мизулиной и В. В. Путину.
24 сентября в приёмную Государственной Думы членами движения «Суть времени» были принесены ещё 12 500 подписей дополнительно к переданным ранее.
25 сентября в приёмную Президента России членами движения «Суть времени» было доставлено уже более 141 000 подписей против ювенальной юстиции.
27 сентября «круглый стол» на тему «О проекте федерального закона „Об общественном контроле за обеспечением прав детей-сирот и детей, оставшихся без попечения родителей“», намеченный комитетом Государственной Думы по вопросам семьи, женщин и детей на 18 октября 2012, года перенесён на «более поздний срок».

#### Марш братства и гражданского сопротивления
15.03.2014 прошёл Марш братства и гражданского сопротивления. Это шествие было согласовано с правительством Москвы. На марше прошли колонны активистов Сути Времени, представляющих многие регионы страны, одетых в красные куртки. Цель этого шествия была — выражение гражданской позиции по отношению к смене власти на Украине, выражение поддержки русскоязычным гражданам Украины.
Марш был заявлен на 2000 человек, однако к нему присоединилось гораздо больше людей, и всего в марше участвовало не меньше 15 000 человек.

### Вооружённый конфликт на востоке Украины
Во время конфликта на востоке Украины поддержало подконтрольные России Донецкую и Луганскую Народные Республики. Вела активную журналистскую деятельность в зоне конфликта, а также обеспечивала гуманитарную помощь населению Донбасса и поставляла технику и части огнестрельного оружия пророссийским сепаратистам. Члены движения также участвуют добровольцами на стороне ДНР в батальоне «Восток». В вооружённом конфликте принимает участие собственный добровольческий отряд движения — «Суть Времени». В мае 2015 года миссия «Сути времени» в полном составе перешла в Отдельный батальон специального назначения (ОБСпН) «Хан», сохранив все направления своей деятельности.

### Борьба противповышения пенсионного возраста
Организация собрала и 25 сентября 2018 года передала в администрацию президента более 1 100 000 подписей против повышения пенсионного возраста. Подписи собирались под обращением к президенту РФ Владимиру Путину, в котором были требования отменить пенсионную реформу, отправить в отставку правительство, предлагающее такие реформы, остановить коммерциализацию образования и здравоохранения.

### АКСИО-6
С 23 июня по 7 июля 2015 года проведён социологический опрос, посвящённый образованию в России. Основные результаты исследования были представлены на 2 съезде РВС 12 июля 2015 года. Количество респондентов — 24 506 человек.
Главные результаты социологического опроса приведены в 135 номере газеты «Суть времени».
Опрос показал, что более 60 % процентов россиян независимо от возраста, образования, социального положения хотели бы получить дополнительное образование. Более 90 % россиян считают, что высшее образование должно быть бесплатным.
Более 60 % россиян преклонного возраста, получившие своё образование в СССР, довольны своим уровнем образования. Из числа россиян в возрасте до 35 лет, то есть получивших своё образование уже в постсоветский период, менее 30 % довольны своим образованием. Из россиян, чьё образование пришлось на период развала СССР и постсоветский период, то есть в возрасте от 35 до 60 лет, менее 50 % довольны своим образованием.
То есть при сравнении поколений россиян, получивших своё образование в советский и постсоветский период, разница получается почти в два раза.
Также результаты опроса свидетельствуют, что мнение подавляющего большинства россиян противоположно мнению реформаторов образования, и большинство россиян считает, что образование в России должно формировать человека-творца, а не человека-потребителя.

## Родительское всероссийское сопротивление
9 февраля 2013 года в Москве, в Колонном Зале Дома Союзов активистами из более чем 60 регионов создано «Родительское всероссийское сопротивление» (РВС). Оно было создано «в результате общественного движения против внедрения в нашей стране ювенальных технологий». Председателем РВС избрана жена Кургиняна М. Р. Мамиконян.

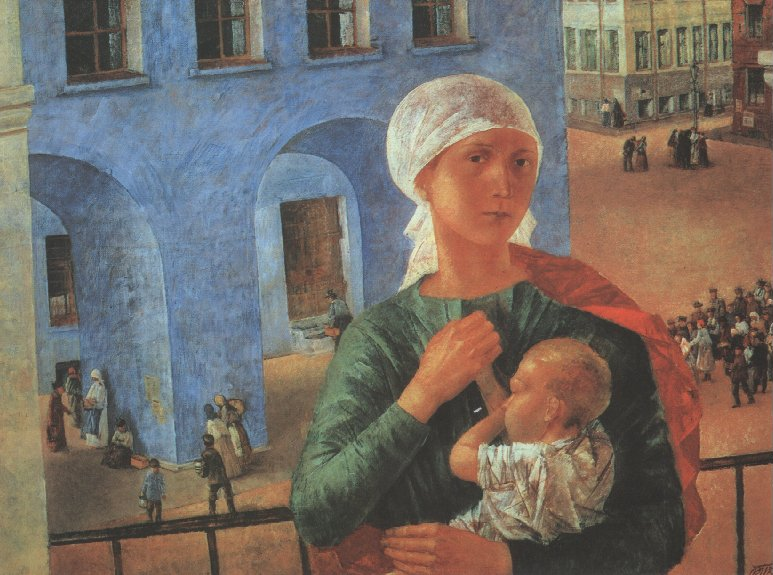
Петроградская мадонна К. С. Петрова-Водкина — символ РВС

В президиуме съезда были представлены видные учёные и общественные деятели, представители религиозных организаций. С приветственным словом к делегатам и гостям съезда обратился президент РФ В. В. Путин, что изначально не присутствовало в плане мероприятия, и глава администрации президента РФ С. Б. Иванов.
РВС занимается различными вопросами, связанными с политикой государства в отношении детей, защитой материнства и детства, а также смежными вопросами — проблемами образования, здравоохранения. На практике организация занимается недопущением изъятия или возвращением детей в семьи в тех случаях, когда это действие со стороны службы опеки было незаконно. При этом члены организации сопровождают семьи в судебных разбирательствах, оказывают юридическую помощь.
РВС также занимается общественно значимыми проектами.
- Стенгазета «Шаги истории». С 2013 года стенгазета создавалась, печаталась и распространялась на деньги организации, силами членов организации. В феврале 2015 года РВС выиграла президентский грант общества «Знание» на создание этой стенгазеты (по факту — только на печать самой стенгазеты).
- «Дети России — детям Донбасса» — адресная доставка гуманитарной помощи школам и дет.садам в ДНР и ЛНР. Проект стартовал летом 2014 года и продолжается до сих пор (август 2015 года).

12 июля 2015 года прошёл второй съезд РВС, посвящённый проблемам образования. Специально перед этим мероприятием был проведён опрос общественного мнения (см. выше АКСИО-6). На мероприятии присутствовали депутаты Государственной Думы: председатель Комитета Государственной думы по вопросам семьи, женщин и детей Е. Б. Мизулина и председатель Комитета Государственной думы по труду, социальной политике и делам ветеранов О. Ю. Баталина. С приветственным словом обратились Уполномоченный при Президенте Российской Федерации по правам ребёнка П. А. Астахов (было зачитано обращение) и митрополит Красноярский и Ачинский Пантелеимон.

## Коммуна «Александровское»
С 2013 года в посёлке Александровское Костромской области в помещениях заброшенной картонажной фабрики начали работать сезонные школы движения.  ООО «Александровская слобода» декларировало восстановление производства в некогда крупном посёлке (из 700 жителей 170 работали на местной картонажной фабрике), аграрный кластер на земельной территории около 60 тыс. га, создание новых рабочих мест с увеличением численности жителей района до 15 тысяч человек. При нём открыто учебное заведение «Школа высших смыслов» университетской направленности, с 15 кафедрами и программой выпуска собственных учебных пособий.
На первые сборы школы летом 2013 года прибыло 700 человек, зимой 2014 года аналогичное число участников, в летней школе ожидалось до двух тысяч. «Сутьевцы» расчистили территорию фабрики, вывезли несколько десятков тонн мусора.

## АКСИО-8
C 10 июня по 10 июля 2019 года по всей территории России проводилось крупнейшее социологическое исследование. В качестве темы организаторами была заявлена осуществляемая с начала 2019 года пенсионная реформа и отношение к ней граждан Российской Федерации. Соцопрос был организован Центром независимой общественной экспертизы «АКСИО». В результате было опрошено 85 606 человек, 85 284 анкеты приняты в обработку.
Для участия в соцопросе респонденту необходимо было заполнить анонимную анкету, ответив на 30 вопросов.
Результаты опроса показали, что, во-первых, пенсионную реформу в негативном ключе воспринимают 82,5%, положительно к ней отнеслись лишь 5,3% всего опрошенного населения России. Остальная часть либо обозначила нейтральное отношение к реформе, либо не ответила на данный вопрос.
Во-вторых, респонденты обозначили свои политические взгляды и их направленность: 57% ориентированы на русский путь развития (почвенники), 33% предпочли западный путь развития (западники); 72% опрошенных — левые, 20% — правые. Также была выявлена разница в политических взглядах людей разных поколений: среди граждан предпенсионного и пенсионного возраста больше левых, чем среди учащихся и студентов (в данной возрастной категории наименьшая доля коммунистов).
В-третьих, соцопрос показал, что абсолютное большинство в виде 72% опрошенных в целом не удовлетворены нынешней властью в стране, в то время как симпатизируют ей всего 10%. Оставшиеся 18% либо нейтрально относятся в власти, либо отказались отвечать на вопрос.
Кроме того, по всем вопросам экспертами была составлена выборка по возрасту, полу, социальному статусу, материальному положению, месту работы, политическим убеждениям и т.д.

## Критика политики вакцинации
В июне 2021 года в Youtube появилась видеозапись программы «Суть времени» с обращением Кургиняна по поводу фактически принудительной вакцинации от коронавирусной инфекции, антинаучного подхода к проблеме и разобщения людей. Это видео было удалено социальной сетью с пояснением, что «на YouTube запрещено публиковать контент, в котором содержатся утверждения о вакцинах против COVID-19, противоречащие сведениям местных органов здравоохранения и Всемирной организации здравоохранения». Следующая запись программы не была опубликована на видеохостинге, однако начала распространяться через другие социальные платформы.

## Оценки

### КПРФ
В мае 2011 в материалах КПРФ неоднократно упоминались результаты опроса АКСИО-1, как свидетельство отторжения большей частью населения России проекта программы «десталинизации». Тем не менее в дальнейшем звучала критика в адрес неоднозначности позиции движения в отношении поддержки лидера КПРФ Г. А. Зюганова на президентских выборах, организации антиоранжевого митинга и «оттягивании голосов у КПРФ». Несмотря на критику, в некоторых регионах проводились совместные акции партии КПРФ и движения «Суть времени»

### РОТ Фронт
12 января 2012 года пресс-службой организации была опубликована аналитическая статья «Суть времени или увод от сути». В статье заявляется, что в теоретическом плане Манифест движения «Суть времени» страдает рядом существенных недостатков и ошибок и что в нём дано конспирологическое объяснение причин развала СССР, ложное толкование капитализма как исключительно западного явления и отсюда и неверный вывод о несовместимости России с капитализмом.
В адрес Сергея Кургиняна РОТ Фронт утверждает что:

Перед нами искренний советский патриот, стоящий на антимарксистских, а следовательно, антинаучных теоретических позициях. И эти ложные теоретические позиции во многом сводят на нет все его усилия в защите советского прошлого и в каком-то смысле играют против того дела, за которое он борется.

### Утро в тебе
Музыкальная группа «Утро в тебе» долгое время активно сотрудничала с «Сутью времени». По некоторым данным, все участники группы были членами организации с момента создания последней. «Утро в тебе» использовала театр «На досках», принадлежащий «Сути», как площадку для своих концертов. В своём аккаунте в «ВКонтакте» группа называла себя «активными участниками движения „Суть времени“». Подконтрольная «Сути» газета «Красная весна», в свою очередь, освещала акции «Утра».
Во время конфликта между «Сутью времени» и «Вестником Бури» Павел Филоненко от лица группы выступил с критикой позиции «Сути» по поводу аннексии Крыма Россией и войны на Донбассе. Андрей Малахов от лица «Сути» в своём видео заявил, что либо они, «Утро в тебе», выступают «против Крыма, против Донбасса и, следовательно, против России», как Сёмин и «Вестник Бури», либо они «за Крым, за Донбасс и за Россию» и тогда они «вместе». В своём ответном видео Филоненко сопроводил эти слова Малахова видеозаписью парада солдат нацистской Германии под слова «Мы вместе, мы рядом» из песни «Утра» «Так надо». Филоненко, руководствуясь статьёй Ленина «Мёртвый шовинизм и живой социализм», назвал «Суть времени» «социал-шовинистами», утвердил, что классовая борьба также предполагает борьбу со «своей» буржуазией. Хотя и было сказано, что пораженчество на тот момент преждевременно, отмечается, что «преждевременность пораженчества не означает поддержку политики своего правительства», чем «Суть времени» занимается.

## Видеопередачи
У движения есть несколько информационных передач, выпускающихся интернет-каналом «ECC TV» на хостинге Vimeo:
- «Суть времени» — авторская передача Сергея Кургиняна, положившая начало одноимённому движению. Выходила с 1 февраля по 17 ноября 2011 года. Всего был опубликован 41 выпуск и 2 специальных выпуска. Возобновлена в 2021 году в связи с вакцинацией от коронавирусной инфекции[116].
- «СпецИстория» — исторический проект, запущенный 17 марта 2011 года. На данный момент вышли 2 цикла: «Реформы Гайдара» и «Реальная война».[134]
- «Смысл игры» — авторская передача Сергея Кургиняна, в которой обсуждаются вопросы актуальной политики. Публикуется с 9 декабря 2011 года.
- «Школа сути» — курс лекций Сергея Кургиняна о политической метафизике. Публикуется с 23 марта 2012 года.

## Книги
В мае 2012 г. издана книга «Суть времени. Философское обоснование мессианских претензий России в XXI веке» (в 4 томах), содержащая литературно обработанные тексты цикла передач «Суть времени» и пояснительные схемы к ним.
- Кургинян С.Е. Суть времени. Философское обоснование мессианских претензий России в XXI веке. — М.: МОФ ЭТЦ, 2012. — 1500 экз. — ISBN 978-5-7018-0523-9.
- Некоторые книги Сергея Кургиняна в свободном доступе
- «Стрелков и другие. Анатомия одного стратегического конфликта». Книга представляет собой сборник статей, написанных в ходе политической и информационной войны, развернувшейся в России в связи с гражданской войной на Юго-Востоке Украины. В книге раскрыты и подробно проанализированы процессы, повлиявшие на реальную политику в регионе и всём мире — от идеологических баталий в умах миллионов до экономических интересов глобальных «игроков». Авторами статей являются активисты движения «Суть времени» Евгения и Андрей Малаховы, Павел Гурьянов, Олесь Гончар, Марина Александрова, Виталий Гаврилин, Олег Луначев, Антон Безносюк, Антон Скоселев, Павел Ивашкин, Андрей Пятаков и Илья Роготнев. — МОФ-ЭТЦ, 2014—1000 экз. — ISBN 978-5-7018-0552-9